# Comechingones
Die Comechingones, eigentlich Henîa und Kamîare, sind ein indigenes Volk aus dem zentralen Westen Argentiniens, die in den Sierras Pampeanas, in den heutigen Provinzen Córdoba und San Luis lebten. Obwohl die indigene Sprache seit Jahrhunderten ausgestorben ist, bezeichnen sich heute noch etwa 5000 Personen der Region als Angehörige dieses Volkes.

## Herkunft des Namens
Die Comechingones setzten sich aus zwei großen Volksgruppen zusammen: Die nördlichere bezeichnete sich als Henîa und die südliche als Kamiare. Die Bezeichnung comechingón stammt vermutlich von einer abwertenden Bezeichnung für diese Gruppen ab, die der Nachbarstamm der Sanavirones benutzte (kamichingan, für das Nagetier Vizcacha oder Höhlenbewohner, als Anspielung auf die halb unterirdischen Wohnungen der Comechingones). Nach einer anderen Deutung gaben die Spanier selbst der Ethnie den Namen, nach deren Kriegsruf Kom-chingôn, der laut einer Chronik des Konquistadors Jerónimo Bibar von 1558 Tod für sie (bezogen auf die Invasoren) bedeutete. Vermutlich stammt auch die Bezeichnung der Sanavirones für das Volk von diesem Kriegsruf ab.

## Ethnologische Einordnung
Die Comechingones sind laut vieler Anthropologen eine ethnische Mischung aus Einflüssen der Huarpes aus dem Cuyo, die die größte und vermutlich älteste Komponente stellten, der Pampavölker (pámpidos), der Andenvölker und sogar der Völker aus dem Amazonasgebiet. Einige Besonderheiten im Körperbau deuten auf diese Mischung hin: relativ großer Körperbau (durchschnittlich 1,71 m bei Männern), Bartwuchs ab der Pubertät und die Existenz von etwa zehn Prozent von Individuen mit grüner Augenfarbe.

## Kultur und Lebensweise
Die Kultur der Comechingones war von den andinen Kultur (zum Beispiel Inka) beeinflusst. Sie waren sesshafte Jäger und Sammler, die aber auch Ackerbau (Kartoffeln, Mais, Kürbisse und Bohnen) und Viehzucht (Lamas und Hühnervögel wie dem Monte-Truthuhn) betrieben. Die Comechingones beherrschten relativ weit entwickelte Techniken in der Textilindustrie, Korbflechterei, Metallbearbeitung und Keramik. Sie bauten ihre halb unterirdischen Häuser aus Stein, um die in dieser Region bereits markanten Kälteeinbrüche im Winter besser zu überstehen.
Die Kleidung der Hênia-Kamîare zeigt den Einfluss der Andenvölker: sie trugen Ponchos (Umhänge aus Lamawolle), Chiripás und Sandalen, in Kälteperioden auch Westen aus Wolle und Kleidung aus Leder. Die Männer schmückten sich mit kleinen, länglichen Metallplättchen aus Kupfer, Silber und Gold, den chákiras, die sie an ihre Haare hefteten, die Frauen dagegen mit bemalten Schneckenhäusern. Sie parfümierten sich mit dem Saft der suico-Frucht.
Ursprünglich besaßen die Comechingones eine eigene Sprache. Antonio Tovar spricht von fünf Dialektgruppen: main, yuya, mundema (oder „indama“), kama und umba. Mit dem Eintreffen der Spanier wurde von diesen jedoch im gesamten Zentrum und Nordwesten des heutigen Argentiniens das Quechua zur Verständigung mit den indigenen Völkern eingesetzt, dieses ersetzte nach und nach die eigene originäre Sprache. Daran liegt es, dass die meisten Ortsbezeichnungen in dieser Gegend von Quechua-Wörtern abstammen. Heute wird dagegen ausschließlich Spanisch gesprochen.
Von den Riten und Kulten ist wenig bekannt. Laut der Chroniken der Konquistadoren verehrten sie besonders den Mond, vermutlich hatten sie deswegen eine Vorliebe, Kämpfe und Schlachten nachts auszutragen. Es gab heilige Stätten, an denen sie sich versammelten, dies waren Orte mit geografischen Besonderheiten, die die Himmelsgestirne in einer besonderen Weise beobachtbar machten, wie hohe Berggipfel, Wassertümpel, Grotten und Schluchten.

## Fundstätten
Das Volk hinterließ zahlreiche Höhlenmalereien, die bekanntesten davon befinden sich in Cerro Colorado und Ongamira (Córdoba) sowie in Inti Huasi (San Luis). Weiterhin befindet sich in der Nähe von Alpa Corral, einem Dorf im Süden der Provinz Córdoba am Osthang der Sierra de los Comechingones, eine archäologische Fundstätte, in der von den Comechingones erstellte Steinmauern sowie Skelette ausgegraben wurden. Auch kleine Statuen wurden gefunden, darunter die toscas, die stilisierte Männer und Frauen mit überdimensionierten Genitalien darstellen, vermutlich in Verbindung mit einem Fruchtbarkeitskult.

## Unterethnien
Um 1550 lag die Grenze zwischen den beiden großen Gruppen Hênia und Kamîare etwa auf der Höhe des 31. Breitengrades.
Die Kamîare wohnten im Süden der Sierras Pampeanas, hauptsächlich im heutigen Norden und Nordwesten der Provinz San Luis. Ihre Unterethnien waren die folgenden:
- Saleta: am Westhang der Sierra de los Comechingones (rund um die heutige Stadt Merlo) im Nordosten von San Luis
- Mogolma: direkt westlich der Saleta, im Conlara-Tal
- Michilingüe: westlich und südwestlich der vorgenannten Gruppen. Ihr ausgedehntes Siedlungsgebiet erstreckte sich nach Westen hin bis zu den Grenzen zu den Huarpes (bei der Sierra de las Quijadas im heutigen Nordwesten von San Luis) sowie nach Süden hin bis zum Siedlungsgebiet der Het (Sierras de Varela und Sierras del Tala)

Die Hênia dagegen lebten in den Sierras de Córdoba (heutige Provinz Córdoba). Sie waren in folgende Untergruppen aufgeteilt:
- Mogas: in den Sierras de Ambargasta, im extremen Norden der heutigen Provinz Córdoba; sie bei den Salzseen Salinas Grandes an die Olungasta und nach Osten hin an die Sanavirones
- Caminigas: südlich der Mogas, im Gebiet rund um die heutigen Orte Quilino und Villa Tulumba im Norden von Córdoba
- Guachas oder Gualas: südlich der Caminigas, rund um die heutige Stadt Villa del Totoral
- Chine: westlich der Guacha, im Gebiet der heutigen Städte Deán Funes und Cruz del Eje (Nordwesten von Córdoba)
- Sitón: im nördlichen Valle de Punilla, im Gebiet der Sierra Chica sowie im Westen bis zur heutigen Grenze zwischen Córdoba und La Rioja
- Aluleta: in der Sierra Chica, im Süden des Valle de Punilla sowie im Paravachasca-Tal (Westen von Córdoba)
- Maure: im zentralen und südlichen Traslasierra-Tal (West-Córdoba, Umgebung von Villa Dolores); sie grenzten an die Kamiare im Süden
- Macaclita: im Calamuchita-Tal (zentrale Provinz Córdoba, rund um das heutige Villa General Belgrano) sowie am Osthang der Sierras de Comechingones, nach Süden hin bis in die Gegend des heutigen Río Cuarto, wo sie an die Het grenzten.

## Ursprung und Geschichte
Die Comechingones gehen vermutlich auf die Ayampitín-Kultur zurück, die seit mindestens 6000 v. Chr. existiert und nicht nur in Argentinien, sondern auch im Süden Boliviens, in der Gegend um Tarija, Spuren hinterließ; eine Bestätigung dieser These steht derzeit jedoch noch aus. Dagegen kann man fast mit Sicherheit davon ausgehen, dass die Ongamira-Kultur (4600 v. Chr.) ein direkter Vorläufer der Kultur der Hênia und Kamîare war. Von einer eigenständigen Comechingones-Kultur spricht man in der Zeit ab 500.
Der Niedergang der Kultur begann mit der spanischen Conquista um 1600, als sich die Kultur nach und nach mit der spanisch-kreolischen Kultur (kreolisch, criollo, wird in Argentinien im Sinne einer Mestizenkultur mit spanischen und indianischen Elementen verwendet) vermischte. Schon vorher, im 15. und frühen 16. Jahrhundert, war es zu Vermischungen mit den Sanavirones gekommen. Die Eroberung durch die Spanier wurde wie bei vielen anderen originären Ethnien Südamerikas durch die Ausbreitung von europäischen Krankheiten (z. B. verschiedene Grippearten), gegen die sie weder Antikörper noch Heilmethoden besaßen, begünstigt. Die relative Ähnlichkeit im Körperbau zu den Europäern vereinfachte ihre Integration in die spanisch-kreolische Gesellschaft. Eine der letzten reinen Comechingones-Siedlungen existierte bis 1750 in der Gegend des Traslasierra-Tals in der Umgebung der heutigen Ortschaft Nono. Einzelne Familien lebten bis ins 19. Jahrhundert hinein abgeschottet von den Einflüssen der Spanier.
Laut einem Sonderzensus des Statistikamtes INDEC im Jahr 2004 bezeichneten sich in der Provinz Córdoba noch 5119 Menschen als Comechingones. Sie sind jedoch spanischsprachig.

## Einfluss auf das Spanische
Die Sprache der Comechingones hatte Einfluss auf den Dialekt der spanischen Sprache, der heute in der Provinz Córdoba und ihrer Umgebung gesprochen wird. Diese sogenannte tonada cordobesa charakterisiert sich durch das Verlängern von Vokalen in der drittletzten Silbe bestimmter Worte, was den Eindruck erweckt, die Sprache sei „gesungen“.